# Ковтун Дмитро Володимирович
Дмитро Володимирович Ковтун (25 вересня 1965 , Москва  — 4 червня 2022 , Москва ) — російський підприємець, причетний до отруєння Олександра Литвиненка, колишнього офіцера Федеральної служби безпеки Росії (ФСБ) та КДБ СРСР, публічного критика російської влади.

## Життєпис
Народився 1965 року в родині генерала Радянської армії. У 1986 році закінчив Московське вище військове командне училище, там же познайомився з Андрієм Луговим. Після закінчення училища був направлений для проходження служби до Чехословаччини, потім до НДР. Дмитро Ковтун імовірно працював у 9-у директораті КДБ СРСР, який відповідав за особисту охорону високопосадовців Кремля.
Після розпаду СРСР Ковтун зі своєю дружиною німкенею Інною Гоне перебрався до Гамбурга, де попросив політичного притулку, бо не хотів служити на Кавказі, куди мала переїхати його військова частина. За словами колишньої дружини, у західній Німеччині Ковтун одержував соціальну допомогу, підробляв сміттярем, офіціантом і вбивав час на Репербані, в гамбурзькому районі «червоних ліхтарів», через що вони незабаром і розлучилися.
До серпня 2007 року Ковтун мав дозвіл на проживання в Німеччині. Згодом він повернувся до Росії.
Помер 4 червня 2022 року в Москві від наслідків коронавірусу.

### Отруєння Олександра Литвиненка
1 листопада 2006 року Ковтун був на зустрічі з Олександром Литвиненком у Лондоні. 9 грудня 2006 року німецька поліція повідомила про те, що в будинку колишньої дружини Ковтуна в районі Гамбурга Оттензен і в будинку її матері в Газелау були виявлені сліди радіації, однак у власній квартирі Ковтуна слідів радіації не було виявлено. 10 грудня 2006 року проти нього порушили кримінальну справу за підозрою у зберіганні та перевезенні радіоактивних речовин на території Німеччини, але через деякий час справу було закрито. Сам Ковтун свою причетність до вбивства Литвиненка заперечував та стверджував, що службу в ФСБ не проходив.
У 2015 році, незадовго до оприлюднення результатів розслідування британських правоохоронців, Дмитро Ковтун на пресконференції в російській інформагенції «Интерфакс» сказав, що Литвиненко «скоїв самогубство» через необережність. 21 вересня того ж року Європейський суд з прав людини визнав Росію винною в убивсті Литвиненка, насамперед співробітників російської Федеральної служби безпеки Ковтуна й Лугового. Суд наказав Росії виплатити вдові Литвиненка компенсацію в розмірі 100 тисяч євро, а також оплатити судові витрати в розмірі 22,5 тисяч євро.
У січні 2016 року в Лондоні було оголошено результати громадського розслідування у справі про отруєння Олександра Литвиненка. Суддя Роберт Оуен наголосив, що вбивство, «ймовірно, було схвалено» особисто президентом РФ Путіним та директором ФСБ Миколою Патрушевим. У Кремлі ці заяви назвали домислами. Після гучного скандалу Дмитро Ковтун надовго зник із поля зору ЗМІ. Лугового, навпаки, було обрано депутатом державної думи РФ. Нині він працює на російському телебаченні ведучим програми «Секретні матеріали».

## Особисте життя
- Перша дружина — Інна Гоне[5];
- Друга дружина — Марина Волл[4].